# Liste der diplomatischen Vertretungen in Osttimor

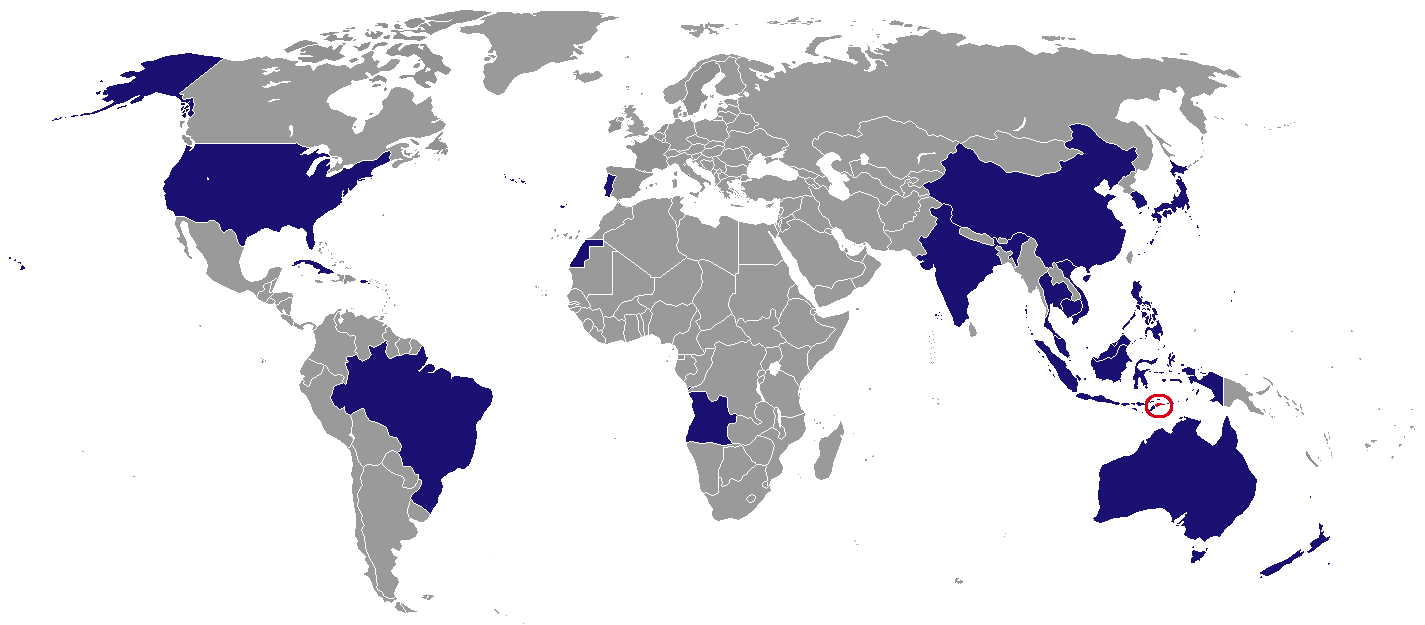
Staaten mit Botschaften in Osttimor

Diese Liste gibt die diplomatischen und konsularischen Vertretungen in Osttimor an. Sie befinden sich alle in der Landeshauptstadt Dili. Die meisten anderen Staaten, die mit dem südostasiatischen Inselstaat Osttimor diplomatische Beziehungen haben, haben ihre zuständigen Vertretungen aber in den Nachbarländern Osttimors.

## Liste der diplomatischen und konsularischen Vertretungen in Dili

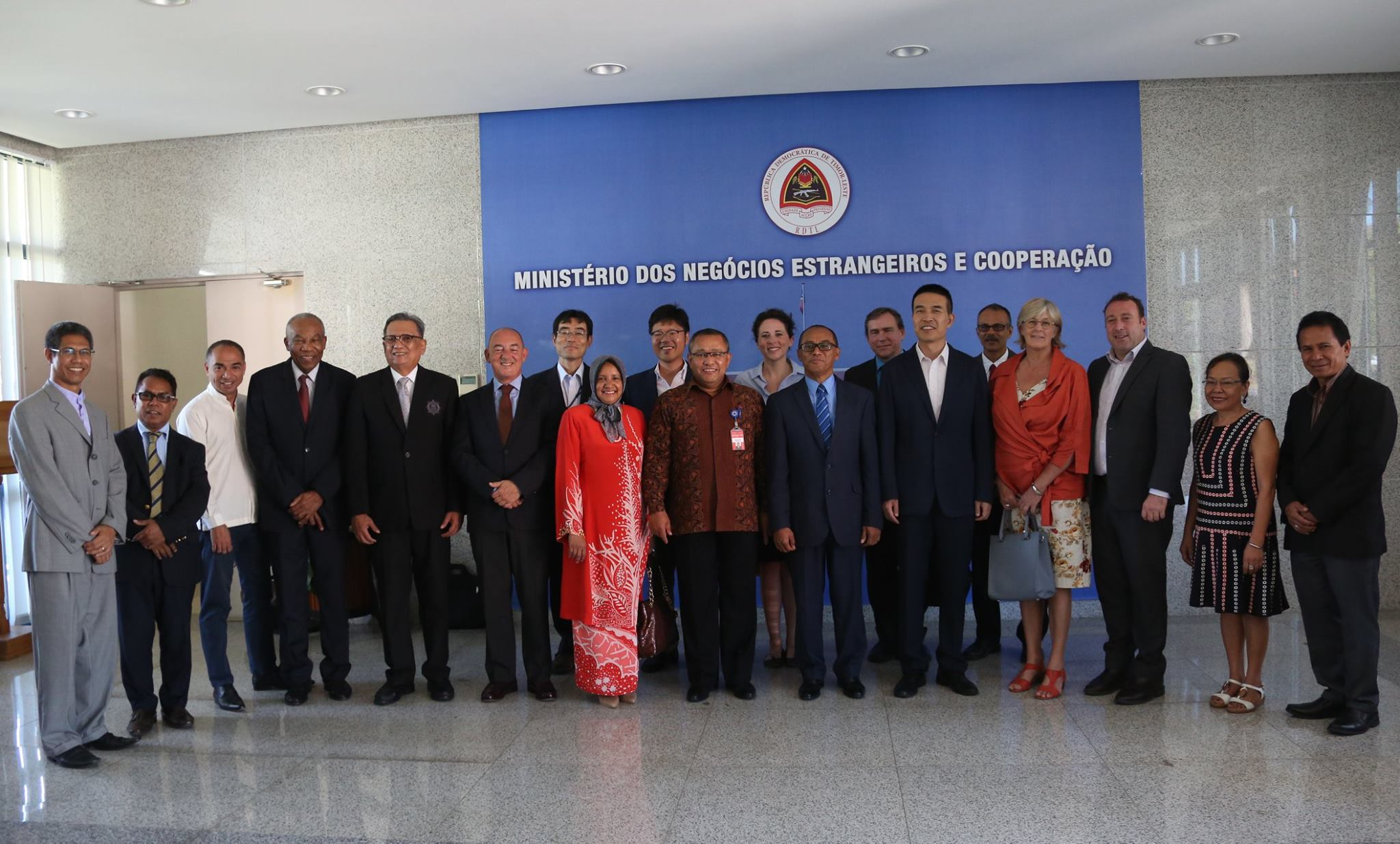
Außenminister Dionísio Babo und das diplomatische Chor in Dili (2019)

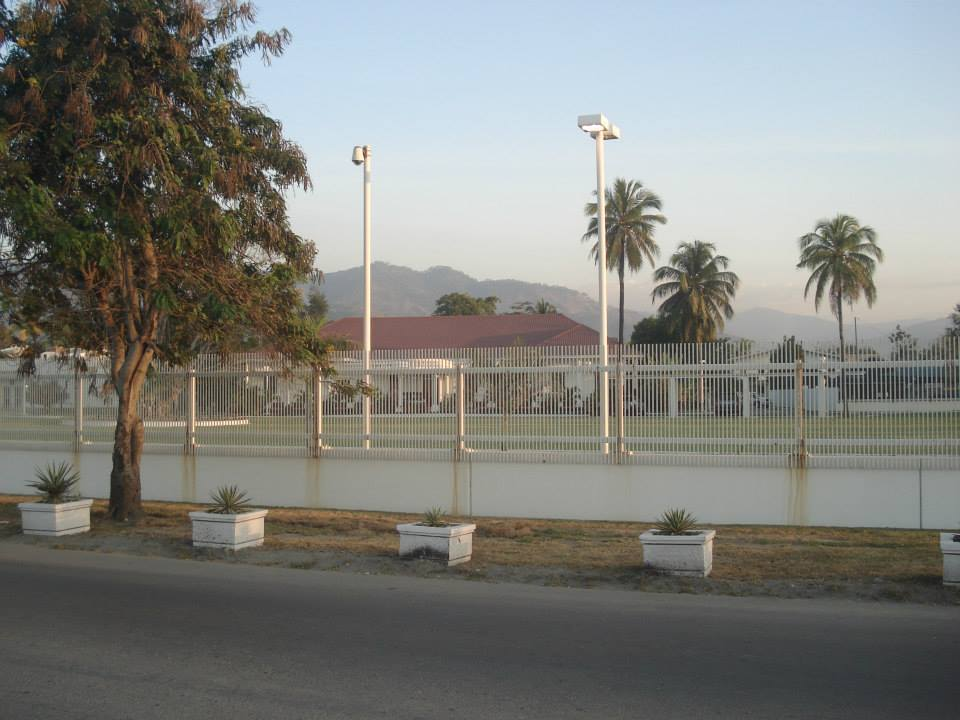
Botschaft der Vereinigten Staaten

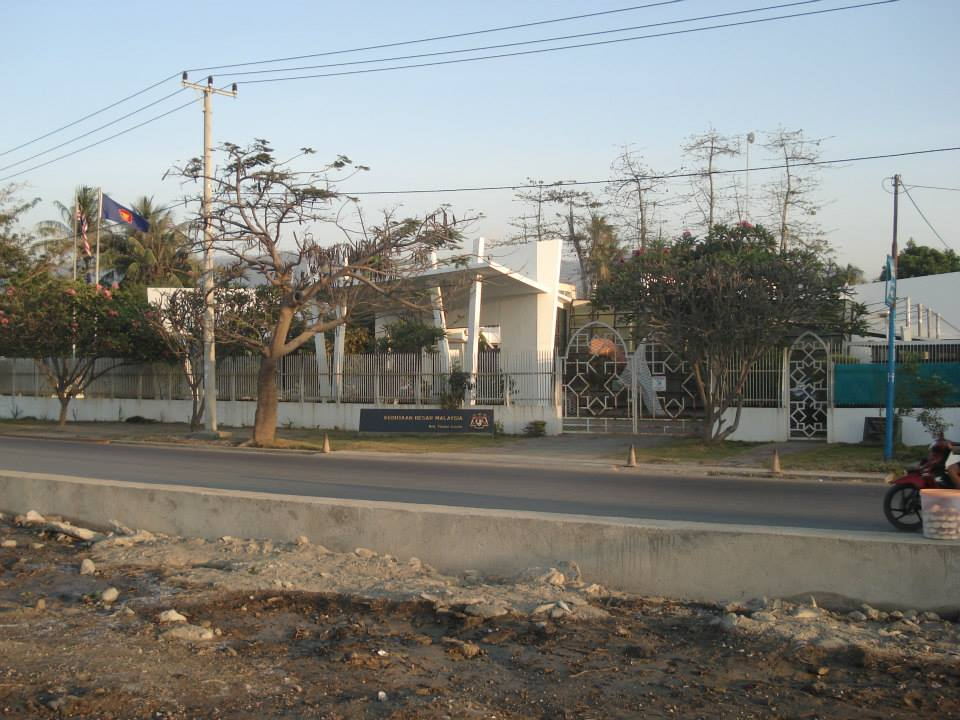
Botschaft Malaysias

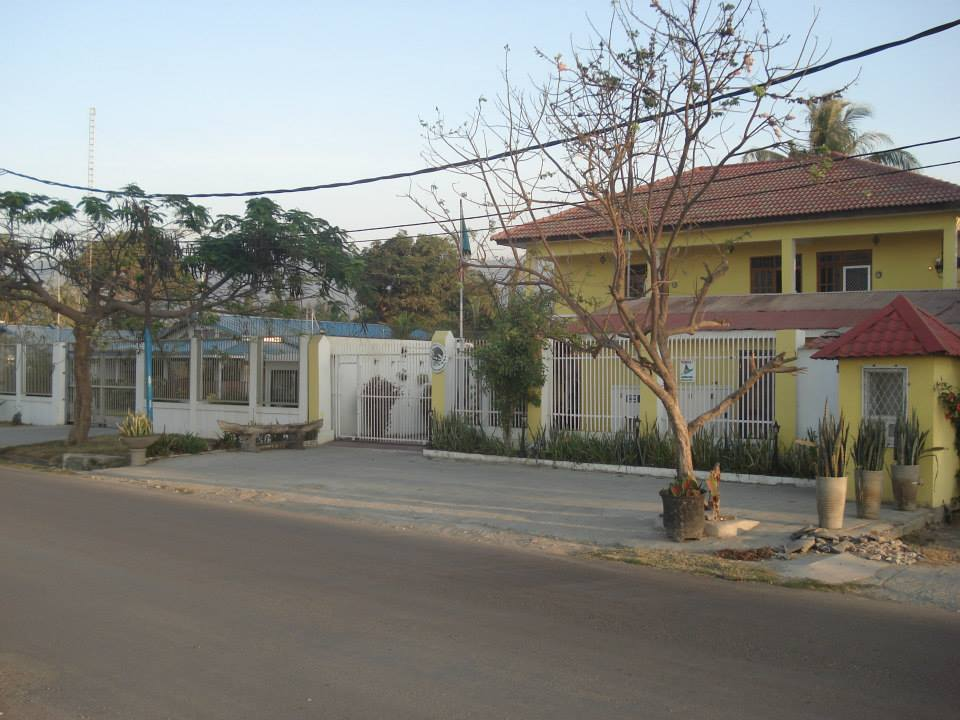
Honorarkonsulat Mexikos

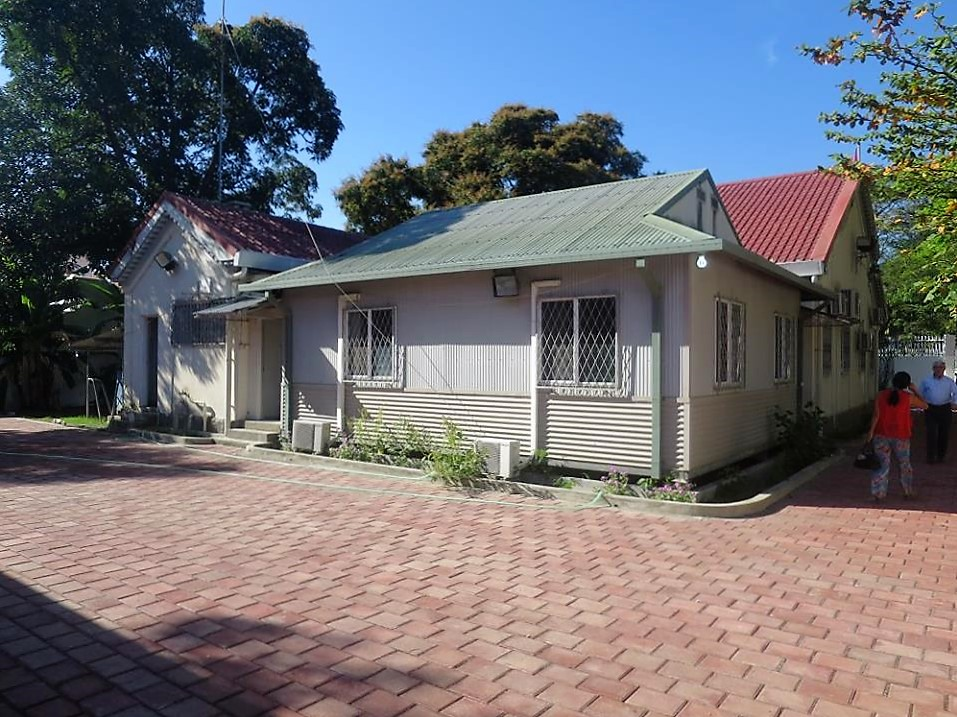
Botschaft des Souveränen Malteserordens

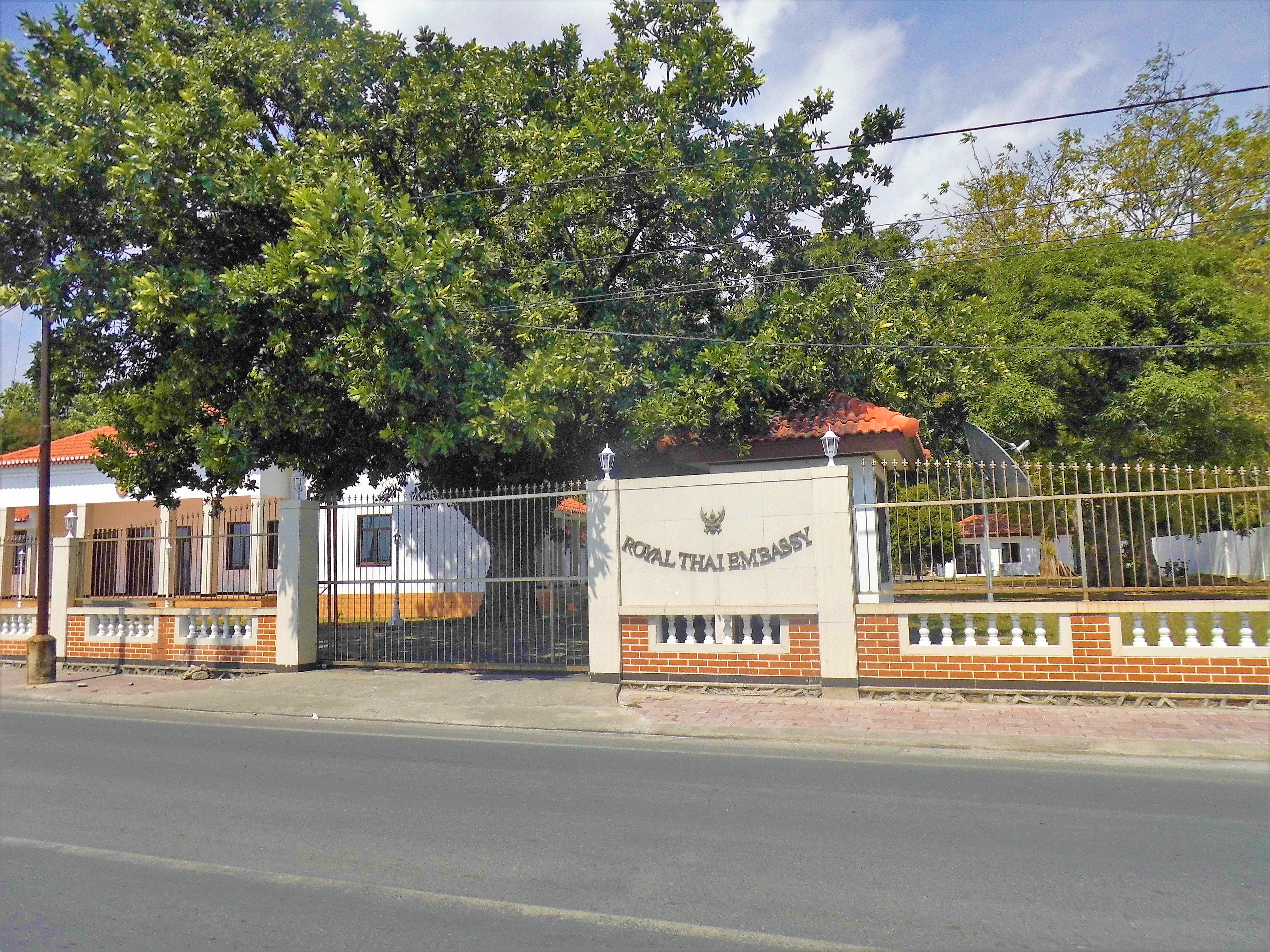
Botschaft des Königreichs Thailands

| Land                     | Status                                                                   | Adresse                                                                    | Anmerkungen                                                                     |
| ------------------------ | ------------------------------------------------------------------------ | -------------------------------------------------------------------------- | ------------------------------------------------------------------------------- |
| Angola                   | Botschaft                                                                |                                                                            | Liste der angolanischen Botschafter in Osttimor                                 |
| Australien               | Botschaft                                                                | Avenida Nicolau Lobato, Dili                                               | Liste der australischen Botschafter in Osttimor                                 |
| Brasilien                | Botschaft                                                                | Rua Karketu Mota-ain, Aitarak, Dili                                        | Liste der brasilianischen Botschafter in Osttimor                               |
| Brunei                   | Botschaft                                                                | Timor Plaza Hotel, 5° andar, Avenida Nicolau Lobato, Bebonuk, Dili         | Liste der bruneiischen Botschafter in Osttimor                                  |
| Volksrepublik China      | Botschaft                                                                | Avenida de Portugal, Dili                                                  | Liste der chinesischen Botschafter in Osttimor                                  |
| Europäische Union        | Botschaft                                                                | Palm Business & Trade Centre, 4º andar, Bloco D, Surik Mas, Fatumeta, Dili | Liste der Delegationsleiter der Europäischen Union in Osttimor                  |
| Heiliger Stuhl           | Botschaft                                                                | Metin III, Bebonuk, Dom Aleixo, Dili                                       | Apostolischer Nuntius in Osttimor                                               |
| Indien                   | Botschaft                                                                | Timor Plaza, Comoro, Dili                                                  | Liste der indischen Botschafter in Osttimor                                     |
| Indonesien               | Botschaft                                                                | Rua Karketu Mota-ain, Aitarak, Dili                                        | Liste der indonesischen Botschafter in Osttimor                                 |
| Japan                    | Botschaft                                                                | Avenida de Portugal, Praia dos Coqueiros, Dili                             | Liste der japanischen Botschafter in Osttimor                                   |
| Kambodscha               | Botschaft                                                                |                                                                            | Liste der kambodschanischen Botschafter in Osttimor                             |
| Kuba                     | Botschaft                                                                | Avenida de Portugal, Lirio, Motael, Dili                                   | Liste der kubanischen Botschafter in Osttimor                                   |
| Malaysia                 | Botschaft                                                                | Avenida de Portugal, Praia dos Coqueiros, Dili                             | Liste der malaysischen Botschafter in Osttimor                                  |
| Souveräner Malteserorden | Botschaft                                                                | Farol, Suco Motael, Dili                                                   | Liste der Botschafter des Souveränen Malteserordens in Osttimor                 |
| Neuseeland               | Botschaft                                                                | Rua de Ermera (ehemals Rua Jeremias), Farol, Dili                          | Liste der neuseeländischen Botschafter in Osttimor                              |
| Philippinen              | Botschaft                                                                | Rua Karketu Mota-ain, Farol, Dili                                          | Liste der philippinischen Botschafter in Osttimor                               |
| Portugal                 | Botschaft                                                                | Avenida Marginal, Dili                                                     | Liste der portugiesischen Botschafter in Osttimor                               |
| Westsahara               | Botschaft                                                                | Delta 1 (hinter dem Generalkonsulat von Polen), Dili                       | Liste der Botschafter der Demokratischen Arabischen Republik Sahara in Osttimor |
| Südkorea                 | Botschaft                                                                | Avenida de Portugal, Praia dos Coqueiros, Dili                             | Liste der südkoreanischen Botschafter in Osttimor                               |
| Thailand                 | Botschaft                                                                | Avenida de Motael, Motael, Dili                                            | Liste der thailändischen Botschafter in Osttimor                                |
| Vereinigte Staaten       | Botschaft                                                                | Avenida de Portugal, Praia dos Coqueiros, Dili                             | Liste der Botschafter der Vereinigten Staaten in Osttimor                       |
| Spanien                  | Agencia Española de Cooperación Internacional para el Desarrollo (AECID) | Casa Europa, Avenida Marginal, Dili                                        | Coordenador Geral: Francisco de Asis Lopez Sanz                                 |
| Frankreich               | Bureau de la Coopération Française de l’Ambassade de France              | Casa Europa, Avenida Marginal, Dili                                        | Chefe de Cooperação Elsa Marcesse; Vorgänger: Grégoire Rochigneux               |
| Irland                   | Escritório de Representação da Irlanda                                   | Rua Alferes Duarte Arbiro, 12, Motael, Dili                                | Nach anderen Angaben im Oktober 2012 geschlossen.                               |
| Deutschland              | Honorarkonsulat                                                          |                                                                            | seit 2023                                                                       |
| Polen                    | Honorarkonsulat                                                          |                                                                            | seit 2023                                                                       |
| Mexiko                   | Honorarkonsulat                                                          | Avenida Portugal, Praia dos Coqueiros, Dili                                | Honorarkonsul: Ivanildo Quirino                                                 |
| Mosambik                 | Honorarkonsulat                                                          | Avenida Mártires da Pátria, Dili                                           | seit 2025                                                                       |
| Niederlande              | Honorarkonsulat                                                          |                                                                            | António Sampaio (seit 2025)                                                     |
| Schweden                 | Honorarkonsulat                                                          |                                                                            | seit 2023                                                                       |
| Spanien                  | Honorarkonsulat                                                          |                                                                            | seit 2023                                                                       |

## In Osttimor akkreditierte Botschafter mit Sitz außerhalb des Landes
- Ägypten: Sitz in Jakarta
(→Liste der ägyptischen Botschafter in Osttimor)
- Algerien: Sitz in Canberra
(→Liste der algerischen Botschafter in Osttimor)
- Äquatorialguinea: Sitz in Lissabon
(→Liste der äquatorialguineischen Botschafter in Osttimor)
- Argentinien: Sitz in Jakarta
(→Liste der argentinischen Botschafter in Osttimor)
- Aserbaidschan: Sitz in Jakarta
(→Liste der aserbaidschanischen Botschafter in Osttimor)
- Bahamas: Sitz in Jakarta
(Botschafter: Ahmed Abdulla Ahmed Alharmasi Alhajeri, Akkreditierung 13. September 2023)[13]
- Bangladesch: Sitz in Jakarta
(→Liste der bangladeschischen Botschafter in Osttimor)
- Belgien: Sitz in Jakarta
(→Liste der belgischen Botschafter in Osttimor)
- Bosnien und Herzegowina: Sitz in Jakarta
(→Liste der bosnisch-herzegowinischen Botschafter in Osttimor)
- Bulgarien: Sitz in Jakarta
(→Liste der bulgarischen Botschafter in Osttimor)
- Chile: Sitz in Jakarta
(→Liste der chilenischen Botschafter in Osttimor)
- Dänemark: Sitz in Jakarta
(→Liste der dänischen Botschafter in Osttimor)
- Deutschland: Sitz in Jakarta
(→Liste der deutschen Botschafter in Osttimor)
- Dominikanische Republik: Sitz in Peking
(Botschafter: Briunny Garabito Segura, Akkreditierung: 1. Februar 2023)[14]
- Ecuador: Sitz in Jakarta
(→Liste der ecuadorianischen Botschafter in Osttimor)
- Fidschi: Sitz in Port Moresby[15]
(→Liste der fidschianischen Botschafter in Osttimor)
- Finnland: Sitz in Jakarta
(→Liste der finnischen Botschafter in Osttimor)
- Frankreich: Sitz in Jakarta
(→Liste der französischen Botschafter in Osttimor)
- Georgien: Sitz in Jakarta
(→Liste der georgischen Botschafter in Osttimor)
- Ghana: Sitz in Kuala Lumpur
(→Liste der ghanaischen Botschafter in Osttimor)
- Griechenland: Sitz in Singapur
(→Liste der griechischen Botschafter in Osttimor)
- Guatemala: Sitz in Bangkok[16]
(Botschafter: Maynor Jacobo Cuyún Salguero, Akkreditierung: 19. Februar 2025)[17]
- Guinea-Bissau: Sitz in Jakarta
(→Liste der guinea-bissauischen Botschafter in Osttimor)
- Irland: Sitz in Singapur
(→Liste der irischen Botschafter in Osttimor)
- Iran: Sitz in Jakarta
(→Liste der iranischen Botschafter in Osttimor)
- Irak: Sitz in Jakarta
- Island: Sitz in Tokio
- Israel: Sitz in Singapur
(→Liste der israelischen Botschafter in Osttimor)
- Italien: Sitz in Jakarta
(→Liste der italienischen Botschafter in Osttimor)
- Jordanien: Sitz in Jakarta
- Kambodscha: Sitz in Jakarta
(→Liste der kambodschanischen Botschafter in Osttimor)
- Kanada: Sitz in Jakarta
(→Liste der kanadischen Botschafter in Osttimor)
- Kasachstan: Sitz in Jakarta
- Katar: Sitz in Jakarta
(→Liste der katarischen Botschafter in Osttimor)
- Kirgisistan: Sitz in Tokio
- Kolumbien: Sitz in Jakarta
(→Liste der kolumbianischen Botschafter in Osttimor)
- Kosovo: Sitz in Canberra
(Botschafterin: Jetmira Berdynaj Shala, Akkreditierung: 1. Februar 2023)[14]
- Kroatien: Sitz in Jakarta
(Botschafter: Nebojša Koharović, Akkreditierung: 1. Februar 2023)[14]
- Kuwait: Sitz in Jakarta
(→Liste der kuwaitischen Botschafter in Osttimor)
- Laos: Sitz in Jakarta
(→Liste der laotischen Botschafter in Osttimor)
- Libanon: Sitz in Jakarta
(Botschafter: Mona El Tannir)[18]
- Mexiko: Sitz in Jakarta
(→Liste der mexikanischen Botschafter in Osttimor)
- Mosambik: Sitz in Jakarta
(→Liste der mosambikanischen Botschafter in Osttimor)
- Myanmar: Sitz in Jakarta
(→Liste der myanmarischen Botschafter in Osttimor)
- Namibia: Sitz in Kuala Lumpur
(→Liste der namibischen Botschafter in Osttimor)
- Niederlande: Sitz in Jakarta
(→Liste der niederländischen Botschafter in Osttimor)
- Nigeria: Sitz in Jakarta
(→Liste der nigerianischen Botschafter in Osttimor)
- Nordkorea: Sitz in Jakarta
- Norwegen: Sitz in Jakarta
(→Liste der norwegischen Botschafter in Osttimor)
- Österreich: Sitz in Jakarta
(→Liste der österreichischen Botschafter in Osttimor)
- Pakistan: Sitz in Jakarta
(→Liste der pakistanischen Botschafter in Osttimor)
- Palästina: (Botschafter: Ali Kazak, 2004?)
- Papua-Neuguinea: Sitz in Jakarta
- Peru: Sitz in Jakarta
(→Liste der peruanischen Botschafter in Osttimor)
- Polen: Sitz in Jakarta
(→Liste der polnischen Botschafter in Osttimor)
- Rumänien: Sitz in Jakarta[19]
(→Liste der rumänischen Botschafter in Osttimor)
- Russland: Sitz in Jakarta
(→Liste der russischen Botschafter in Osttimor)
- Samoa: Sitz in Canberra
(Botschafter: Hinauri Petana seit 2016)[20]
- San Marino: Sitz in Jakarta
- Saudi-Arabien: Sitz in Jakarta
(Botschafter: Faisal bin Abdullah H. Amodi)[13]
- Schweden: Sitz in Jakarta
(→Liste der schwedischen Botschafter in Osttimor)
- Schweiz: Sitz in Jakarta
(→Liste der Schweizerischen Botschafter in Osttimor)
- Serbien: Sitz in Jakarta
- Singapur: Sitz in Singapur
(→Liste der singapurischen Botschafter in Osttimor)
- Slowakei: Sitz in Jakarta
(Botschafter: Jaroslav Chlebo seit 2019)[21]
- Spanien: Sitz in Jakarta
(→Liste der spanischen Botschafter in Osttimor)
- Südafrika: Sitz in Jakarta[22]
(→Liste der südafrikanischen Botschafter in Osttimor)
- Suriname: Sitz in Jakarta
- Syrien: Sitz in Jakarta
- Tadschikistan: Sitz in Tokio
- Tschechien: Sitz in Jakarta
(→Liste der tschechischen Botschafter in Osttimor)
- Türkei: Sitz in Jakarta
(→Liste der türkischen Botschafter in Osttimor)
- Turkmenistan: Sitz in Kuala Lumpur
- Ukraine: Sitz in Kuala Lumpur
(Botschafter: Oleksandr Netschytajlo seit 2020)[23]
- Ungarn: Sitz in Jakarta
(→Liste der ungarischen Botschafter in Osttimor)
- Uruguay: Sitz in Canberra
(→Liste der uruguayischen Botschafter in Osttimor)
- Usbekistan: Sitz in Jakarta
- Vanuatu: (Botschafter: Kalfau Kaloris, Akkreditierung 17. Februar 2015)[24]
- Venezuela: Sitz in Singapur
(→Liste der venezolanischen Botschafter in Osttimor)
- Vereinigte Arabische Emirate: Sitz in Jakarta
Botschafter: Abdulla Salem Obaid Salem Al Dhaheri (seit 2020)[25]
- Vereinigtes Königreich: Sitz in Jakarta
(→Liste der britischen Botschafter in Osttimor)
- Vietnam: Sitz in Jakarta
(→Liste der vietnamesischen Botschafter in Osttimor)
- Zypern: Sitz in Canberra[26]
(→Liste der zyprischen Botschafter in Osttimor)